# 笠原有紗
笠原 有紗（かさはら ありさ、1993年7月26日 - ）は、京都府京田辺市出身のハンドボール選手。日本ハンドボールリーグのHC名古屋所属。

## 経歴
京田辺市立培良中学校時代は2008年の第17回JOCジュニアオリンピックカップで優秀選手に選ばれた。
中学卒業後は京都府立洛北高等学校へ進学し、2010年に高校総体優勝を経験。高校卒業後は大阪教育大学へ進学した。
2016年に日本ハンドボールリーグのHC名古屋へ加入。2016-17年シーズンは最優秀新人賞を獲得した。

## 詳細情報

### 年度別成績
| 年       | チーム   | 試合 | フィールド 得点 | 率   | 7m  | 合計    | 警告 | 退場 | 失格 |
| -------- | -------- | ---- | --------------- | ---- | --- | ------- | ---- | ---- | ---- |
| 2016-17  | HC名古屋 | 18   | 45/109          | .413 | 0/0 | 45/109  | 3    | 4    | 0    |
| 2017-18  | HC名古屋 | 23   | 59/141          | .418 | 0/0 | 59/141  | 8    | 4    | 0    |
| 2018-19  | HC名古屋 | 24   | 66/142          | .465 | 0/1 | 66/143  | 6    | 4    | 0    |
| JHL：3年 | JHL：3年 | 65   | 170/392         | .434 | 0/0 | 170/392 | 17   | 12   | 0    |

- 各年度の太字はリーグ最高

### タイトル・表彰

#### 日本ハンドボールリーグ
- 最優秀新人賞 (2016年)

### 記録

#### 日本ハンドボールリーグ
- フィールドゴール初得点：2016年9月10日、対オムロン戦（山鹿市総合体育館）[5]

### 背番号
- 5 (2016年 - )